# Annemarie Lean-Vercoe
Annemarie Jaime Lean-Vercoe (* März 1977 in Salisbury) ist eine britische Kamerafrau.

## Leben
Die im März 1977 geborene Annemarie Lean-Vercoe wuchs in der englischen Grafschaft Devon als Tochter des Yacht-Fotografen Roger Lean-Vercoe auf. Früh entdeckte sie ihr eigenes Interesse an Fotografie.
Ihr Studium am London College of Printing schloss sie mit einem Bachelor of Arts in Film & Video ab. Danach sammelte sie als Kamera-Trainee weitere Erfahrung, bevor sie von 2001 bis 2003 Kamera an der National Film and Television School studierte. Sie arbeitete zunächst als Assistenzkamerafrau und Kameraoperateurin, bevor sie ab dem Jahr 2002 als hauptverantwortliche Kamerafrau Projekte übernahm. Sie zeichnete unter anderem für die Kameraarbeit von Filmen wie Wreckers (2011), Everyday (2012) oder Kat and the Band (2019) verantwortlich. Sie arbeitete auch an Fernsehserien wie Inspector Banks, The Athena oder Zoe und Raven – Freiheit im Sattel.
Lean-Vercoe hat zwei Kinder und lebt in der südostenglischen Grafschaft East Sussex.

## Filmografie (Auswahl)
- 2004: Coming Up (Fernsehserie, 1 Episode)
- 2004: Pulled from the Rubble (Dokumentarfilm)
- 2005: The Man Who Captured Nessie (Dokumentarfilm)
- 2008: The Blue Tower
- 2009: Moving to Mars (Dokumentarfilm)
- 2010: Erasing David (Dokumentarfilm)
- 2011: Wreckers
- 2012: Everyday
- 2013: Being and Becoming Chua Ek Kay (Dokumentarfilm)
- 2013: Project Wild Thing (Dokumentarfilm)
- 2014: Honeytrap
- 2015: Inspector Banks (DCI Banks, Fernsehserie, 2 Episoden)
- 2017: Silent Witness (Fernsehserie, 2 Episoden)
- 2017: Edge of Obedience (Dokumentarfilm)
- 2017: Halloween Comedy Shorts (Fernsehserie, 1 Episode)
- 2018: Suffragettes with Lucy Worsley (Dokumentarfilm)
- 2019: The Athena (Fernsehserie, 5 Episoden)
- 2019: Zoe und Raven – Freiheit im Sattel (Free Rein, Fernsehserie, 5 Episoden)
- 2019: Us Among the Stones
- 2019: Kat and the Band
- 2020: 23 Days (Kurzfilm)
- 2020: Impact of Murder (Fernsehserie, 1 Episode)
- 2020: Henry VIII: Man, Monarch, Monster (Fernsehserie, 3 Episoden)
- 2021: Blitz Spirit with Lucy Worsley (Dokumentarfilm)
- 2021: Der junge Inspektor Morse (Endeavour, Fernsehserie, 1 Episode)
- 2022: Murder in Provence (Fernsehserie, 3 Episoden)
- 2022: Der Doktor und das liebe Vieh (All Creatures Great & Small, Fernsehserie, 3 Episoden)
- 2022–2023: Breeders (Fernsehserie, 10 Episoden)
- 2023: Is There Anybody Out There? (Dokumentarfilm)
- 2023: The Chelsea Detective (Fernsehserie, 2 Episoden)
- 2024: Call the Midwife – Ruf des Lebens (Call the Midwife, Fernsehserie, 2 Episoden)